# Medaglia per distinzione nel servizio militare
La medaglia per distinzione nel servizio militare è stata un premio statale dell'Unione Sovietica.

## Storia
La medaglia venne istituita il 28 ottobre 1974 ed è stato assegnato per la prima volta il 24 marzo 1975.

## Classi
La medaglia disponeva delle seguenti classi di benemerenza:
- I Classe
- II Classe

| Insegne   | Insegne  |
| --------- | -------- |
|           |          |
| Nastri    |          |
| II Classe | I Classe |

## Assegnazione
La medaglia veniva assegnata per premiare le ottime prestazioni in combattimento, la distinzione nelle esercitazioni e nelle manovre in servizio, il coraggio, l'altruismo e altri servizi di valore dimostrati durante il servizio militare.

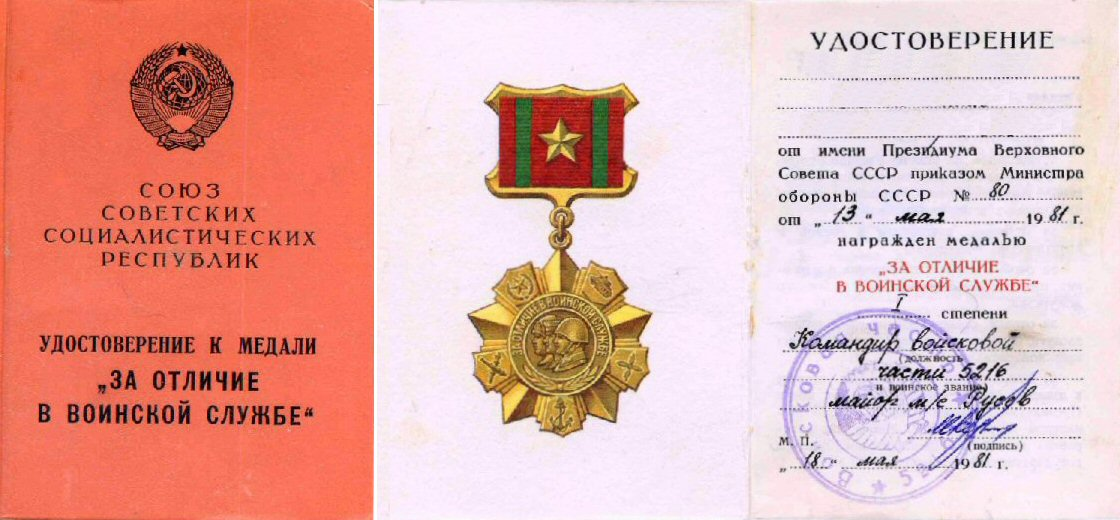
Documento di attestazione

## Distintivi
- La  medaglia era in bronzo per la I Classe e in cupronickel per la II Classe. Il dritto recava un medaglione centrale concavo con le immagini in rilievo di un marinaio, di un soldato e di un aviatore. Il medaglione centrale era incorniciato da un anello con la scritta in rilievo "PER DISTINZIONE NEL SERVIZIO MILITARE" (Russo: «За отличие в воинской службе») sui lati e sulla parte superiore, nella parte inferiore dell'anello, due rami di alloro. Il rovescio raffigurava il marchio della zecca di Mosca.
- Il  nastro era rosso con due strisce verdi.

## Altri progetti

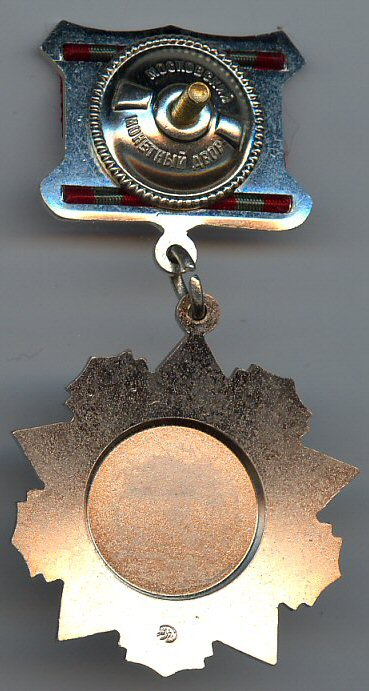
Il rovescio della medaglia